# クヒオ・デー
クヒオ・デー（英語: Kuhio Day）は、プリンス・クヒオ・デー（英語: Prince Kuhio Day）とも呼ばれ、ハワイ王朝の王子であるクヒオ王子の誕生日を記念する、アメリカ合衆国ハワイ州の祝日で、3月26日である。

## 概要
クヒオ・デーは「プリンス・クヒオ・デー」とも呼ばれ、ハワイ王朝の王子で、後にアメリカ合衆国議会のハワイ準州代表を務めたジョナ・クヒオ・カラニアナオレの誕生日を記念するアメリカ合衆国ハワイ州の祝日で、3月26日である。1949年にハワイ準州議会で制定されている。
クヒオはカメハメハ家のカメハメハ5世の後を継いだカラカウア王の時に両親を亡くしていたが、カピオラニ王妃の勧めでカラカウア家の養子となり、クヒオ王子と呼ばれた。次のリリウオカラニ女王の治世の1893年に王朝が廃されるが、クヒオ王子は後にハワイ準州代表として、初めてハワイの州昇格への法律を草起したり、ハワイ人へ土地を戻す法律を作ったりなどをして、ハワイへ多大な貢献をした。
アメリカ合衆国には王族に関連した祝日は2つだけあり、もうひとつはカメハメハ・デーである。